# 앨커트래즈 (드라마)
《앨커트래즈》(영어: Alcatraz)는 2012년 1월 16일부터 3월 26일까지 FOX에서 방영한 드라마이다.
한국에서는 OCN에서 2012년 10월 18일부터 《알카트라즈》라는 제명 하에 방영하였다.

## 개요
1963년 3월 21일, 앨커트래즈 연방 교도소에서 재소자 256명과 간수 46명이 아무 흔적도 없이 사라진다. 정부는 해당 교도소가 불안전한 환경 문제로 문을 닫게 되었으며 재소자들은 다른 교도소로 이송되었다고 거짓된 이야기를 공표하며 사건을 덮는다.
오늘날 샌프란시스코에 나이를 전혀 먹지 않고 그간 자신들이 어디에서 무엇을 하고 있었는지 알지 못하는 1963년 실종자들이 하나둘 돌아오기 시작한다. 이들은 특정 물건들을 강박적으로 찾고 있으며 과거 범죄 성향을 그대로 간직하고 있다. 수상하게도 이들의 귀환을 미리 예상하고 비밀 정부 기관을 준비해둔 정부에서는 돌아온 재소자들의 체포에 돌입한다.

## 출연
- 세라 존스 - 리베카 매드슨 형사 역
- 호헤이 가르시아 - 디에고 소토 박사 역
- 샘 닐 - 에머슨 하우저 역
- 파민더 나그라 - 루실 "루시" 배너지 의사 역
- 제이슨 버틀러 하너 - 일라이자 베일리 "E.B." 틸러 역
- 로버트 포스터 - 레이먼드 "레이" 아처 역